# Kult větru u Slovanů

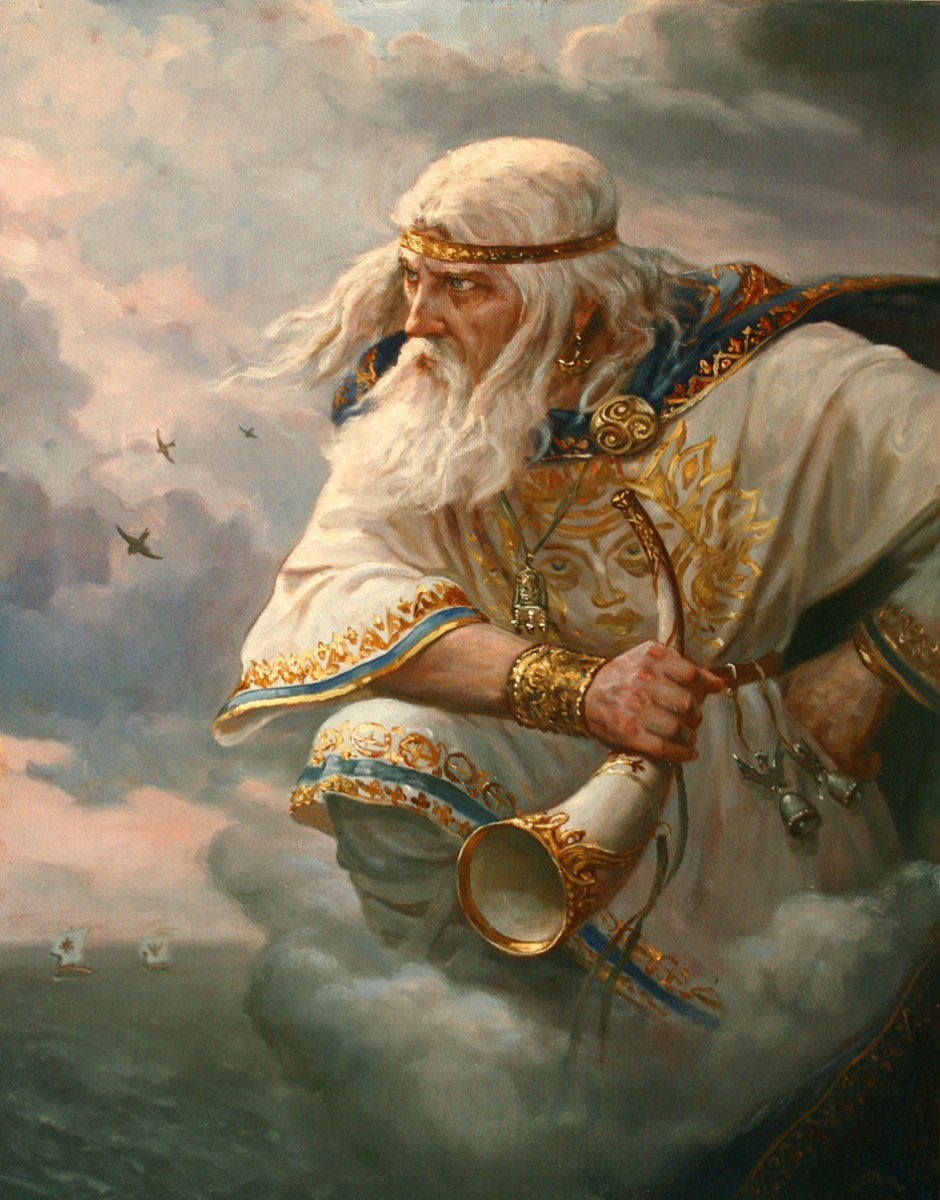
Stribog od Andreje Šiškina

Kult větru se u Slovanů objevuje především ve folklóru, který zná řadu démonů spojených se vzduchem. Zároveň je jako bůh větru často vykládán východoslovanský Stribog a především v polských raně novověkých pramenech nejisté autenticity jsou zmiňovány bohové větru Pogoda, Pohvizd a Žywie. Spojistost se vzduchem může mít také polabský Podaga.

## Pogoda
Pogoda je poprvé je zmiňován kronikou Historiae Polonicae Jana Długosze sepsané v letech 1455–1480:
| „ | Za božstvo považovali i ‚Počasí' tak je i nazývaly Pogodou, tedy dárcem příhodného povětří. | “ |

Poté je zmiňován Matějem z Miechova, nejspíše inspirovaným Długoszem, v Chronica Polonorum z roku 1519:
| „ | Ctili Pogodu, což znamená ‚počasí', ctili povětří, buď jako jemný vánek, který šumí v obilných klasech a v listí stromů, nebo přechází do hukotu: to božstvo nazývali Pogwisd. | “ |

Poslední zmínka pochází z Kroniky Polska, Litvy, Žmudě a celé Rusi Matěje Stryjkowského z roku 1582:
| „ | Oslavovali Poláci ještě šumící vítr jako boha a nazývali ho Žywie, také Pogodu, boha jasných a veselých dní, jak to slyšel Miechowius od svých předků | “ |

## Pohvizd

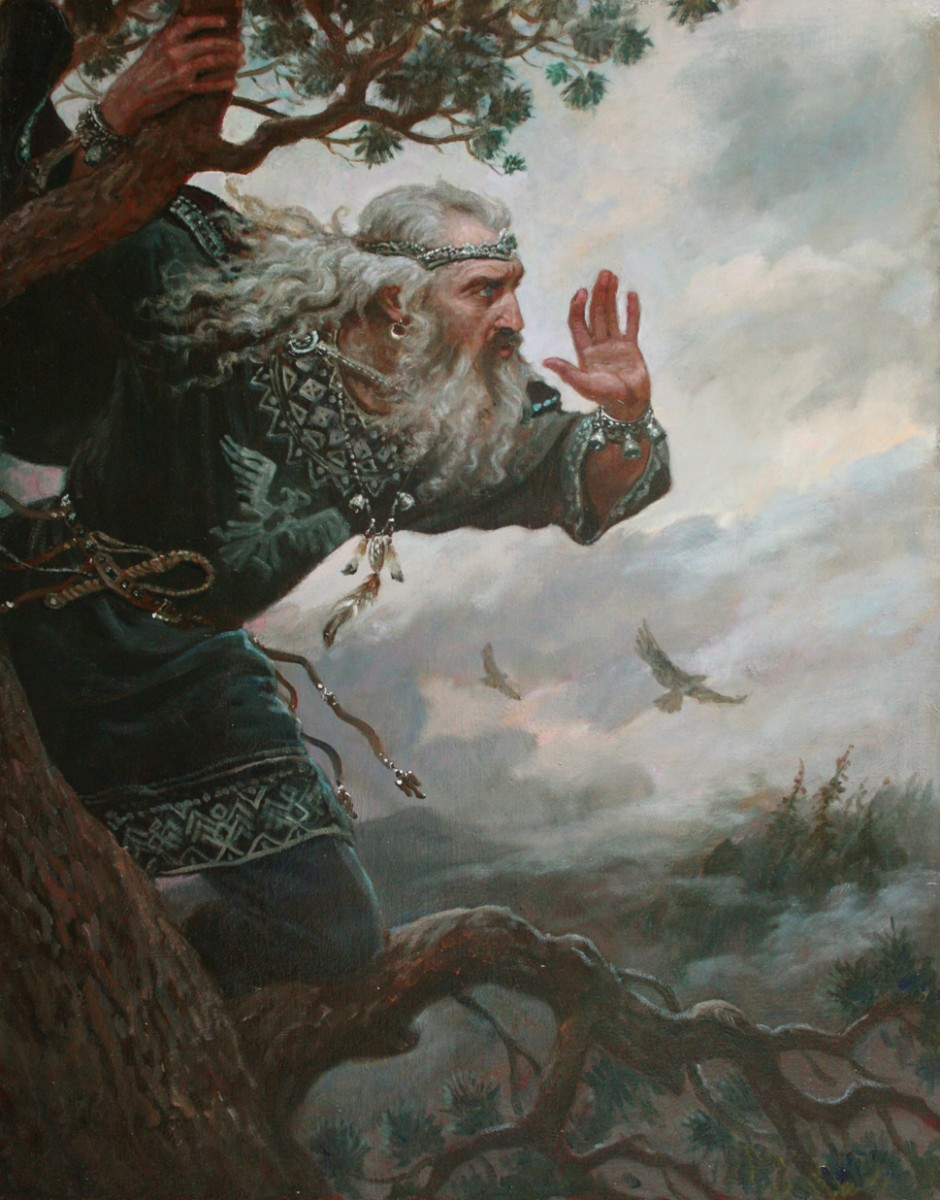
Pohvizd od Andreje Šiškina

Pohvizd je zmiňován legendou Život svatého Vladimíra z 11. století jako bůh ovzduší, hezkého a suchého počasí:
| „ | Třetí u nich byl bůh Povětří (Pozvizd), nazývali jej Pohvizdem a někteří Vichrem. | “ |

Další zmínka pochází z výše uvedené kroniky Matěje Stryjkowského a následuje hned po pasáži o Pogodovi:
| „ | Oslavovali také druhý vítr, Pochvist, který, jak píše Miechowius (ale Cromer vykládá Pochvist jako nečas), je ještě dnes Mazury nazýván Pochwistem, a když se s takovými větrem setkali, padali a klekali. | “ |

Je zmiňován také v 17. století v Hustýnském letopise.
V Přírodopisu strašidel Josefa Váchala se pochvist objevuje jako ledové strašidlo obývající pusté hory.

## Folklór
V ruském folklóru se objevuje personifikovaný vítr jako stařec se zakovanými ústy, dýchající jen skrze zuby, s bratrem vichrem a sestrami jménem burja, mjatel' a vjuga. U Bulharů měl vítr podobu bílého koně, u Slovinců mužů v bílých pláštích létajících po obloze, Slováci znali krále větrů jezdícího na oblačném voze taženém čtveřicí koní. V lidové kultuře se objevuje i představa sídla větrů, na konce světa u moře nebo chaloupce na otáčivé myší nožce.
Ač jsou démoni větru divocí, nebývají vysloveně zlí, a někdy škodu, kterou způsobili, nahrazují. Je nutno k nim zachovávat úctu, aby se nemstili, přinášely se jim i obětiny jako mouka či kousky chleba za okny. Věřilo se že mohou vyčistit povětří od nemocí nebo vzbudit milostnou touhu. Zlovolný charakter má však vichr, proti kterému se svolávaly blesky, jichž se obával. Proti zlým větrům sloužily jako ochranu různé zvuky, vyluzované například rolničkami. Vítr také škodil tím že naopak nemoci,dokonce i smrt, přenášel. Dalším příkladem spojení se zlem je 
Slavík loupežník, protivník Ilji Muromce, který používá vítr jako smrtící zbraň a Vítr nebo Vichr unáší ženy podobně jako drak. V oblacích prachu nebo vánici pak létají čerti a čarodějové, zatímco prudký poryv větru ohlašuje příchod těchto zlovolných bytostí.
Matka, případně žena větru byla v Čechách známa jako větrnice, v Lužici bóža łošć, paní oblečená v bílém, s dlouhými rozpuštěnými vlasy, která naříká v komíně, v křoví či na čerstvých hrobech. Její pláč věští neštěstí a varuje před hříchem, na Štědrý večer však přináší štěstí. Také se jí přinášeli oběti, především na okno či ke komínu. Představy o této bytosti se později spojily s francouzskými pověstmi o meluzíně. Východním Slovanům byl znám Mráz, bratr Větru, stařec jedoucí na trojce trojka (spřežení) tažené bílými koňmi přivolávající zimu. Později se transformoval ve vánoční postavu dědy Mráze. Na Balkáně se věřilo ve vzdušné víly samovily oblankijne, žijících v oblacích, létající po obloze a v případě že jsou rozhněvané vyvolávající bouře, posílajíc blesky na zem jako své šípy. Občas sestupují na zem a jezdí na jelenech. S bouří lze spojit i babu Jagu a jihoslovanskou alu.